# Катал мак Аэдо

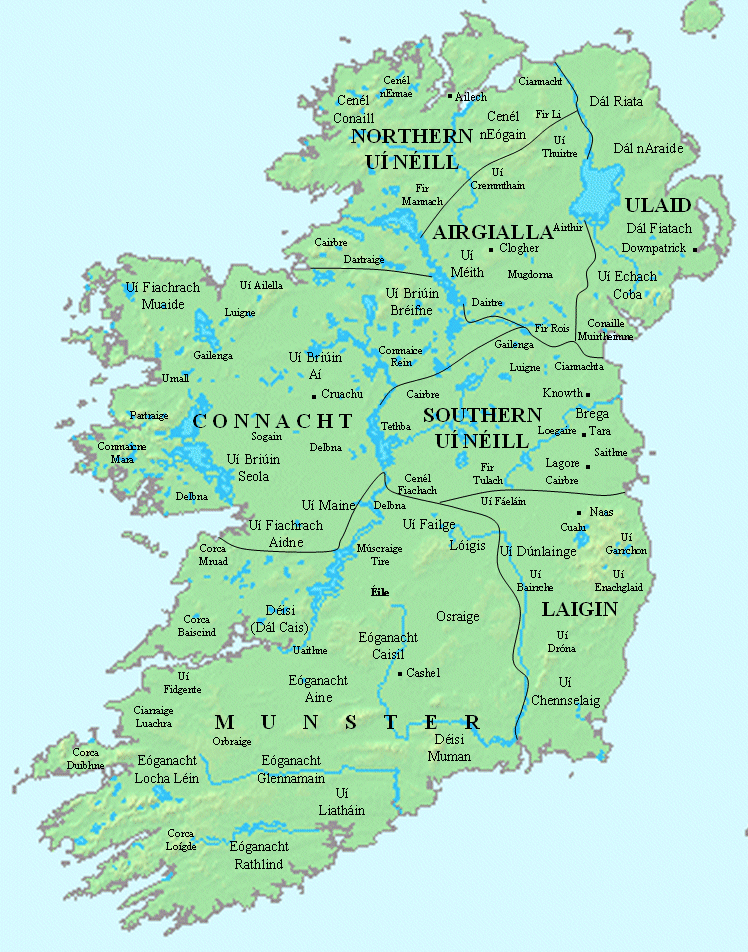
Ирландия в Раннее Средневековье

Катал мак Аэдо (Катал мак Аэда; др.‑ирл. Cathal mac Áedo; умер в 625 или 628) — король Мунстера (619/621—625/628) из рода Глендамнахских (Глендамайнских) Эоганахтов.

## Биография
Катал — сын Аэда Фланна Катраха и внук короля Кайрпре Кромма. Его дядей был Федлимид мак Кайрпри Круймм, правивший Мунстером в 580-е годы. Владения семьи Катала охватывали прилежащие к горам Галти территории. Резиденция правителей Глендамнахских Эоганахтов находилась в окрестностях современного Глануэрта.
Согласно средневековым историческим источникам, Катал мак Аэдо получил мунстерский престол в 619 или 621 году, став преемником или Фингена мак Аэдо Дуйба из Кашелских Эоганахтов, или Аэда Беннана из рода Лох-Лейнских Эоганахтов. Для легитимизации своей власти над королевством он женился на Мор Муман (Мор Мунстерская; скончалась в 632 году), дочери Аэда Беннана и вдове Фингена мак Аэдо Дуйба. В трактате «Laud Synchronisms» Катал ошибочно наделён двадцатью годами правления.
По данным ирландской саги «Мор Муман и жестокая смерть Куану мак Айлхина» (др.‑ирл. Mór Muman 7 Aided Cuanach meic Ailchine), вскоре после получения престола Катал мак Аэдо спас от насилия со стороны членов мунстерского септа Уи Лиатайн Руитхерн, сестру своей супруги. Обе женщины, проживая при королевском дворе, продолжали оплакивать скоропостижную кончину Фингена мак Аэдо Дуйба и то процветание мунстерского королевства, которое было при этом монархе. Такая открытая скорбь по одному из его предшественников вызвала гнев Катала и привела к ссоре короля с дочерьми Аэда Беннана.
Позднее Мор Муман способствовала браку Руитхерн с Лонаном мак Финдигом, приближённым короля Катала мак Аэдо, владевшим землями вблизи Эли. Несмотря на свойство́, уже вскоре между Каталом и Лонаном произошёл конфликт. Его причиной стал приказ короля Лонану признать статус короля Эли ниже статуса правителя мунстерских десси. В ответ на подобное унижавшее его достоинство требование Лонан мак Финдиг покинул королевскую резиденцию на Кашелской скале, и вместе с Руитхерн отправился в свои владения. Здесь он намеревался соединиться со своими союзниками, сыновьями Аэда Беннана, и поднять мятеж против короля Катала. Однако по пути Лонан и Руихерн подверглись нападению со стороны Куана мак Айлхине из племени Фир Майге Фене, который тяжело ранил правителя Эли и похитил его супругу.
Эти события привели к продолжавшейся, по крайней мере, до 640-х годов войне, известной как «распря сыновей Катала мак Аэдо с сыновьями Аэда Беннана». При короле Катал военные действия, в основном, ограничились разорением земель племён, подвластных правителям Глендамнахских и Лох-Лейнских Эоганахтов. На основании свидетельств саги «Мор Муман и жестокая смерть Куану мак Айлхина» можно установить, какие территории в VII веке находись под контролем этих двух ветвей рода Эоганахтов: власть Глендамнахских Эоганахтов распространялась на земли Осрайге, десси, Эли, Мускрайге Брегойн, Айртер Фемин и Фир Маге Фене, а в сфере влияния Лох-Лейнских Эоганахтов находились септы Корко Лойгде, Корко Дуйбне, Корко Байскинд и Коркомруад, а также земли мунстерских Киаррайге. Ход этого военного конфликта точно не известен, но в саге упоминается о поражении сыновей Аэда Беннана в сражении и их бегстве с поля боя.
Катал мак Аэдо скончался в 625 или в 628 году. В не дошедшей до нашего времени в оригинале «Кашелской псалтыри» и у использовавшего её материалы анонимного автора трактата «Laud Synchronisms» Катал наделён титулом «король Ирландии» (лат. rex Hiberniae). Однако это свидетельство, вероятно, не соответствует исторической действительности: власть королей Кашела в VII веке распространялась только на территорию Мунстера, а иногда даже лишь на часть королевства. Преемником Катала на мунстерском престоле стал Файльбе Фланн из Кашелских Эоганахтов.
Согласно средневековым генеалогиям (в том числе, сохранившимся в «Мунстерской книге»), у Катала мак Аэдо был семь сыновей: Катала Ку-кен-матайра, Наэлохтрайг, Крундмаэл, Маэл Анфайд, Дубда, Фораннан и Энгус. Из них Катал, также как и его отец, владел королевским титулом.